# Eierbier
Eierbier ist ein Biermischgetränk, vor allem wohl in der ostdeutschen Küche bekannt. Um Eierbier herzustellen, wird Bier mit Zucker, Salz und Zimtrinde erhitzt, bis der Zucker sich darin aufgelöst hat. Dann werden schaumig geschlagene Eier und Rum eingerührt, warm oder kalt serviert.
In Thüringen wurde Eierbier traditionell von den Jugendlichen auf der Maientour getrunken, wenn sie an Pfingsten den Maibaum aufstellten. Früher ist Eierbier beispielsweise auch zum traditionellen Schwerttanz in Warburg getrunken worden.